# 麦チョコ

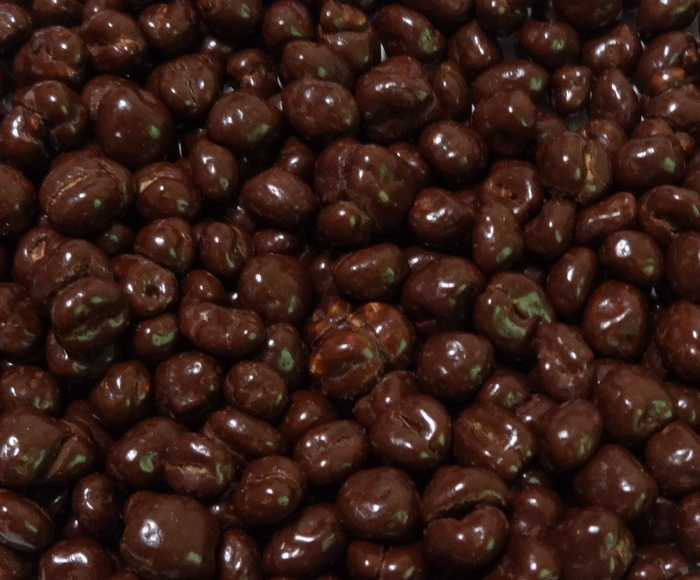
麦チョコ

麦チョコ（むぎチョコ）は、日本の駄菓子の一つ。小麦や大麦のポン菓子をチョコレートでコーティングしたもの。通常のポン菓子と同様、密閉した麦を加熱して圧力を高め、急に蓋を開くことで麦を膨張させ、それにチョコレートをコーティングして作られる。

## 歴史
日本での麦チョコの歴史は昭和36年、当時のレーマン製菓（現在ブルボン傘下の株式会社レーマン）が長野県の軽井沢地域（御代田町）に設置した工場で製造・卸売を開始したのが最初とされている。また兵庫県尼崎市のチョコレート専業メーカー・高岡食品工業も昭和40年代半ば、夏の暑さでも溶けにくいチョコレートを考案していたところへ、知人のポン菓子業者からポン菓子にチョコレートをコーティングすることを提案され、この2つのアイディアが合致して誕生したと主張している。チョコレートのコーティングの量や方法などを試行錯誤した末、1972年に完成に至ったとしている。
当初は駄菓子屋で量り売りされていたが、間もなく小袋入りの商品で販売されるようになり、子供たちの小遣いで気軽に買えるよう、価格は30円に設定された。このコンセプトは平成時代に至るまで変えられていない。

## 人気
発売当初はチョコレートのカカオマス分が多く苦みがあるため、子供に好かれるかどうか心配されたが、それは杞憂に終わり、実際には飛ぶように売れた。チョコレート菓子は駄菓子の中でも高額の部類であったが、麦チョコは安価の上に量も多いことから人気を博した。かつて1960年代の駄菓子屋では、くじ引きで甘納豆の大袋や玩具を貰える当て物があったが、1980年代には子供の味覚の変化により、景品が甘納豆から麦チョコに変更された。この変更には、甘納豆は乾燥すると味が落ちるために商品寿命が短く、麦チョコなら湿気に関係ないという事情もあった。
1980年代以降は個人経営の駄菓子屋の廃業が続いたが、レトロブームにともなって次第に駄菓子の魅力が見直されるにつれ、昔ながらの販売形態の駄菓子屋、スーパーマーケット、コンビニエンスストア、ネット販売などでも人気を集めた。1998年頃には10円で買える駄菓子として、都こんぶや金平糖などとともに子供たちに人気の駄菓子の代表格であり、それ以降も老人ホームなどでの老人たちの交流企画などでも、懐かしの駄菓子として人気を博した。
朝日新聞が2009年に実施したアンケートでは、人気の駄菓子として第7位に挙げられ、当時40歳代から50歳代の票が7割近くを占めた。マイナビが2014年に実施した「50円以下の好きな駄菓子ランキング」の男性編でも3位に挙げられており、「飽きずに食べ続けてしまう」「甘くて香ばしい」といった意見が寄せられた。中が空洞で潰すことや噛むことが容易なため、一気に頬張って味わうのに最適との意見もある。
テレビ番組では、毎日放送の『ちちんぷいぷい』（2010年）や『水野真紀の魔法のレストラン』（2011年、2012年）、テレビ朝日『情報満載ライブショー モーニングバード!』（2013年）、関西テレビ『ごきげんライフスタイル よ〜いドン!』（2013年）、朝日放送『ビーバップ!ハイヒール』（2014年）などで紹介された。
ジェイコムの地域再発見番組『三関王』では、2010年に関西三大駄菓子の一つに選ばれた。テレビ朝日『お願い!ランキングGOLD』で2013年に企画された「日本が誇るおいしい駄菓子ベスト50」では高岡食品工業の麦チョコが14位に選ばれ、袋物入りのチョコレート菓子の中ではトップの位置づけとなった。